# Vladislav Majhen
Vladislav (Vlado) Majhen, slovenski učitelj, partizan, prvoborec in šolski politik * 15. marec 1912, Spodnja Voličina, † 21. februar 1974, Ljubljana.
Kot učitelj je služboval v Slovenskih goricah ter deloval v Učiteljskem pokretu, v katerem je med drugim sodeloval pri raziskavah življenjskih razmer in telesnga razovja otrok, pisal o izobraževanju učiteljev ter povezavi pedagoške teorije in prakse v Učiteljskem tovarišu in Popotniku.
Majhen je leta 1941 vstopil v NOB/NOG, in kmalu postal pripadnik VOSa. Po vojni je deloval kot pripadnik Ozne, Udbe oz. organih za notranje zadeve LR Slovenije ter imel ključne politične funkcije v Mariboru in okolici. Od 1957 je bil član Izvršnega sveta LRS in predsednik Sveta za šolstvo; zavzemal se je za izpeljavo šolske reforme in nastanek visokošolskega središča v Mariboru.

## Napredovanja
- rezervni podpolkovnik JLA (?)

## Odlikovanja
- red bratstva in enotnosti I. stopnje
- red za hrabrost
- red zaslug za ljudstvo II. stopnje
- partizanska spomenica 1941